# Ivan Stoyanov
Ivan Georgiev Stoyanov (em búlgaro: Иван Георгиев Cтoянoв; Sófia, 20 de janeiro de 1949 – 10 de dezembro de 2017) foi um ex-futebolista búlgaro, que jogou como meio-campista pela Bulgária na Copa do Mundo FIFA de 1974. Ele também atuou pelo Spartak Sofia e pelo Levski Sofia.
A morte de Stoyanov foi anunciada em 10 de dezembro de 2017; ele faleceu aos 68 anos de idade.

## Títulos
Spartak Sofia
- Copa da Bulgária: 1967–68

Levski Sofia
- Liga Profissional Búlgara de Futebol A (3): 1969–70, 1973–74, 1976–77
- Copa da Bulgária (4): 1969–70, 1970–71, 1975–76, 1976–77